# Edith Unnerstad

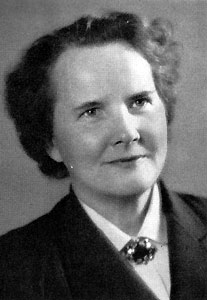
Edith Unnerstad um 1960

Edith Alice Unnerstad, geb. Tötterman (* 28. Juli 1900 in Helsinki, Finnland; † 29. Dezember 1982 in Djursholm, Schweden) war eine schwedische Schriftstellerin, die vor allem mit ihren Kinderbüchern bekannt wurde. Ihre Bücher wurden in zahlreiche Sprachen übersetzt. Die deutschen Ausgaben werden jedoch seit den 1980er-Jahren nicht mehr verlegt.

## Leben
Unnerstad wurde im Jahr 1900 als Tochter der Finnlandschweden Axel und Ingeborg Tötterman in Helsinki geboren. Als ihre Großmutter 1908 verstarb, zog die Familie in deren Haus auf Åland. 1910 zog die Familie ins schwedische Södertälje und 1912 nach Stockholm. Nach dem Ersten Weltkrieg zog die Familie wieder nach Åland. 1924 heiratete sie den Bauingenieur Arvid B. Unnerstad, mit dem sie eine Tochter namens Lena hatte.
Laut ihrer Aussage wurde der Grundstein für ihre Karriere als Schriftstellerin bereits in ihrer Kindheit gelegt, als ihre Schwester im Krankenhaus lag und die 11-jährige Unnerstad ihr ein Buch schrieb. Sie schrieb jeden Tag ein neues Kapitel und brachte es auf ihrem Schulweg im Krankenhaus vorbei. Drei Jahre später wurden bereits eine Geschichte und zwei Gedichte von ihr in einem Magazin veröffentlicht.
Trotz dieser frühen Anfänge und des fortbestehenden Wunsches, Bücher zu schreiben, begann ihre Karriere als Schriftstellerin erst, nachdem ihre Tochter sie um Geschichten bat. Ihr erstes Buch Uffe reser jorden runt erschien 1932. In der Folge schrieb sie zahlreiche Kinderbücher, aber auch Romane für Erwachsene und Gedichte. Einige ihrer Bücher wurden auch als Fernsehserien verfilmt.
Ihr Mann Arvid starb 1971. Edith Unnerstad starb am 29. Dezember 1982 in Djursholm, einem Vorort von Stockholm.

## Auszeichnungen
- 1953: Tidningen Vi:s litteraturpris
- 1957: Nils-Holgersson-Plakette

## Werke

### Kinderbücher
- Uffe reser jorden runt, illustriert von Stig Södersten, 1932.
- Hoppentott i Vänliga skogen, illustriert von Anna Karlung, 1938.
- Muck, 1939.
  - auf Deutsch: Das Mädchen Muck, übersetzt von Thea Staedtler und Günther Reubel, Gundert-Verlag.
  - auf Englisch: Mickie.
- Tummelunsarna i Vänliga skogen, illustriert von Lennart Nordenswan, 1939.
- Pikku-Lotta, 1941.
- Kastrullresan, 1949.
  - auf Deutsch: Die fidele Pfeiftopfreise – Wie die 9 Larssons mit Ross und Wagen durch Schweden fahren, übersetzt von Thea Staedtler, Gundert-Verlag.
  - auf Englisch: The Saucepan Journey, übersetzt von Lilian Seaton.
- Nu seglar Pip-Larssons, illustriert von Stig Södersten, 1950.
  - auf Deutsch: Pfeif-Larssons Segelfahrt, übersetzt von Thea Staedtler, Gundert-Verlag.
  - auf Englisch: The Pip-Larssons go sailing, übersetzt von Lilian Seaton.
- Ankhästen, illustriert von Stella Falkner, 1950.
- Ensam hemma med Johnny, 1951.
  - auf Deutsch: Ein Tag mit Johnny, übersetzt von Sybille Didon, Gundert-Verlag.
- Pysen, illustriert von Stella Falkner, 1952.
  - auf Deutsch: Immer wieder der Bubi, übersetzt von Thea Staedtler, Gundert-Verlag.
  - auf Englisch: The Urchin, übersetzt von Lilian Seaton.
- Pip-Larssons Lilla O, illustriert von Stella Falkner, 1955.
  - auf Deutsch: So ist Klein-O, übersetzt von Thea Staedtler, Gundert-Verlag.
  - auf Englisch: Little O, übersetzt von Lilian Seaton.
- Farmorsresan, illustriert von Iben Clante, 1956.
  - auf Deutsch: Pelle Göran, übersetzt von Thea Staedtler, Gundert-Verlag.
  - auf Englisch: The Spettecake Holiday, übersetzt von Lilian Seaton, Knight Books.
- Kattorna från Sommarön, illustriert von Rita Rapp, 1957.
  - auf Deutsch: Die Katzengitta, übersetzt von Thea Staedtler, Gundert-Verlag.
  - auf Englisch: The Cats from Summer Island, übersetzt von Gunvor Edwards.
- Klåfingerdagen, illustriert von Iben Clante, 1957.
  - auf Deutsch: So ein verdrehter Tag, übersetzt von Margot Franke, Oetinger-Verlag.
  - auf Englisch: Little O's Naughty Day, übersetzt von Marianne Turner.
- Lasseman spelar, illustriert von Ylva Källström, 1958.
  - auf Deutsch: Lassemanns Irrtum, übersetzt von Sybille Didon, Gundert-Verlag.
  - auf Englisch: Larry makes music, übersetzt von Gunvor Edwards.
- Bollarulla, 1958.
- Mormorsresan, illustriert von Claes Bäckström, 1959.
  - auf Deutsch: Die Reise nach Petersburg, übersetzt von Thea Staedtler, Gundert-Verlag.
  - auf Englisch: Grandmother's Journey, übersetzt von Lilian Seaton.
- Englandsresan, illustriert von Ulla Sundin-Wickman, 1960.
  - auf Deutsch: Das Geheimnis von Malvern, übersetzt von Günther Reubel und Thea Staedtler, Gundert-Verlag.
  - auf Englisch: A Journey to England, übersetzt von Lilian Seaton.
- Toppen och jag på torpet, illustriert von Stig Södersten, 1962.
  - auf Deutsch: Toppen und ich in der Kuckuckskate, übersetzt von Thea Staedtler, Gundert-Verlag.
  - auf Englisch: Toppen and I at the Croft, übersetzt von Lilian Seaton.
- Boken om Pip-Larssons, illustriert von Ilon Wikland, 1962.
- Vi tänkte gå till skogen, illustriert von Ylva Källström, 1964.
  - auf Deutsch: Der grosse Ausflug, übersetzt von Elfriede Leseberg, Gundert-Verlag.
  - auf Englisch: The Picnic.
- Sagor vid dammen, illustriert von Ylva Källström, 1965.
  - auf Englisch: Twilight Tales, übersetzt von Lilian Seaton.
- Två små fnissor, illustriert von Ylva Källström, 1966.
  - auf Deutsch: Zwei kleine Kicherlinge, übersetzt von Sybille Didon, Gundert-Verlag.
- Kasperssons far till landet, illustriert von Ylva Källström, 1969.
  - auf Deutsch: Kaspersons fahren aufs Land, übersetzt von Sybille Didon, Gundert-Verlag.
- Trollen i Tassuvaara, illustriert von Ylva Källström, Ahlen & Akerlund 1969.
  - auf Deutsch: Sonnenbrillen für Tassuvaara, übersetzt von Sybille Didon, Gundert-Verlag.
  - auf Englisch: A House for Spinner's Grandmother, übersetzt von Lilian Seaton.
- Klarbärskalaset, illustriert von Ilon Wikland, 1970.
  - auf Deutsch: Das Kirschenfest, übersetzt von Sybille Didon, Gundert-Verlag.
  - auf Englisch: The Cherry Tree Party, übersetzt von Patricia Crampton.
- Pysen rider, illustriert von Ilon Wikland, 1976.
  - auf Deutsch: Pitje reitet, übersetzt von Sybille Didon, Gundert-Verlag.

### Romane für Erwachsene
- Gården vid Rödbergsgatan, 1935.
- Boken om Alarik Barck, 1936.
- Susann, 1943.
  - auf Deutsch: Susann, übersetzt von Marinette Chenaud, Hallwag-Verlag.
- Bricken, 1945.
- Sara och Lejonkringla, 1946.
- Snäckhuset, 1949.
  - auf Deutsch: Das Muschelhaus, übersetzt von H. von Born-Pilsach, Universitas-Verlag.
- Bockhornsgränd, 1954.
- Jag älskade Clarinda, 1957.

### Gedichte
- Leksaksekon, 1952